# 2MASS J00345157+0523050
2MASS J00345157+0523050 ist ein Brauner Zwerg der Spektralklasse T6,5 im Sternbild Fische. Seine Position verschiebt sich aufgrund seiner Eigenbewegung jährlich um 0,68 Bogensekunden. Das Objekt wurde 2004 von Adam J. Burgasser et al. entdeckt.